# Głośna Turnia

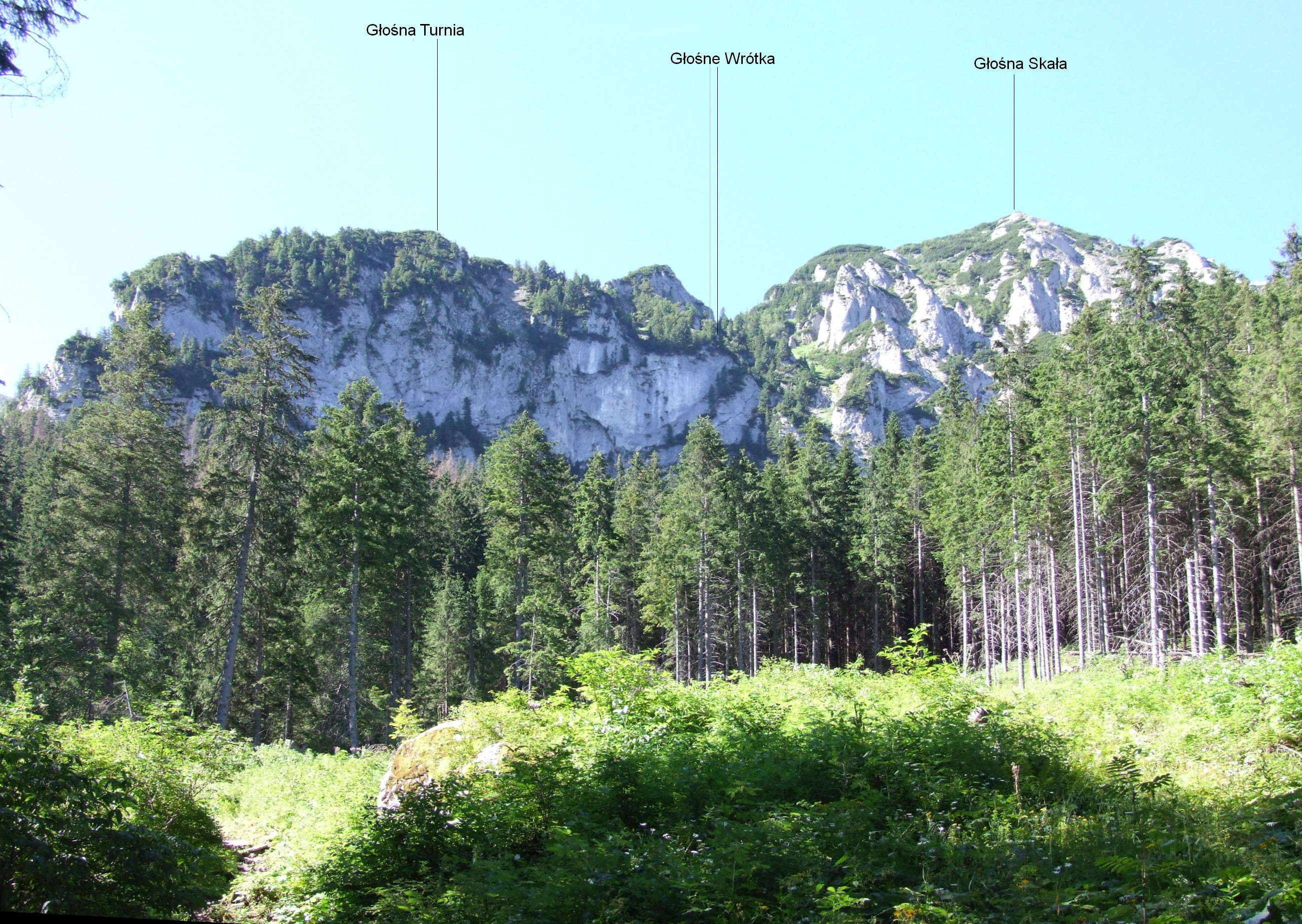
Widok z Polany pod Głośną Skałą

Głośna Turnia (1527 m) – zbudowana z twardych wapieni turnia na północnych stokach Tatr Bielskich na Słowacji, stanowiąca zakończenie północno-wschodniej grani Głośnej Skały (1658 m). Stoki południowo-wschodnie opadają ścianą do Doliny do Regli, północno–zachodnie również ścianą do Głośnego Żlebu. Od Głośnej Skały oddzielona jest siodłem Głośnych Wrótek (1499 m). Długi na około 400 metrów grzbiet Głośnej Turni jest porośnięty kosodrzewiną i ma charakterystyczny kształt skalnego konia. Jego najwyższy punkt opada ku Głośnym Wrótkom górą przewieszoną, dołem pionową ścianą o wysokości ok. 30 m..
Nazwę turni wprowadził Władysław Cywiński w 4 tomie przewodnika Tatry. Pierwsze przejścia:
- Z Głośnych Wrótek trawersem północnej ściany Głośnej Turni na jej szczyt: Władysław Cywiński 7 grudnia 1995 r. Czas przejścia 3 godz., trudność – II, miejscami III w skali tatrzańskiej[2].
- Północną ścianą z Głośnego Żlebu: Krzysztof Gardyna i Marcin Kasperek 23 stycznia 1996 r. Trudność – na pierwszym wyciągu IV[2].

Obecnie cały rejon Tatr Bielskich poza znakowanymi szlakami to zamknięty dla turystów i taterników obszar ochrony ścisłej TANAP-u.